# Церковь Сан-Джоббе
Церковь Сан-Джоббе (итал. La chiesa di San Giobbe) — католическая церковь в Венеции, в районе Каннареджо; освящена в честь святого Иова. Здание находится на одноимённой площади, называемой по-венециански Сант-Аджиопо (Sant’Agiopo), на левом берегу канала Каннареджо, на высоте «Моста трёх арок» Понте-деи-Тре-Арки (ponte dei Tre Archi). Это одна из пяти вотивных церквей, построенных в Венеции после эпидемии чумы. Церковь также является одним из первых примеров архитектуры Возрождения в городе. Церковь является частью ассоциации «Chorus Venezia».

## История
В 1378 году на этом месте начали строить приют (ospizio) с небольшим ораторием, посвящённым святому Иову. Строительство велось под началом Джованни Контарини на земле около его дома. Ораторий сохранился до настоящего времени. Он был закончен Лусией, дочерью Контарини, при содействии францисканского монаха Бернардина Сиенского, проповедовавшего в городе до своей смерти в 1444 году, и будущего дожа Кристофоро Моро. Последний в 1471 году, за три месяца до своей смерти, пожертвовал 10 000 золотых дукатов на завершение строительства (позднее он был похоронен в этой церкви).
Позднее строительство было приостановлено и возобновлено лишь в 1470 году. Посвятив строительство церкви святому Бернардину, будущий дож хотел отблагодарить святого за то, что тот предсказал ему титул главы Венецианской республики. Работы были продолжены под руководством Антонио Гамбелло, а в 1470-х было завершено скульптором и архитектором Пьетро Ломбардо. Последний также занимался и внутренним убранством церкви, оформив арку алтаря и главный вход. В 1493 году церковь была освящена.
Церковь и монастырь были упразднены в 1810 году Наполеоном Бонапартом, двумя годами позже монастырь был разрушен. Монахи были вынуждены сосредоточиться в монастырском комплексе Сан-Франческо-делла-Винья.
В 1815 году по распоряжению австрийского правительства (Венеция после Бонапарта была присоединена к владениям Австрии) алтарные картины Марко Базаити, Джованни Беллини и Карпаччо были переданы в 1815 году в Галерею Академии в Венеции. Шедевром Беллини, связанным с историей церкви, является картина Святое Собеседование, или Алтарь Сан-Джоббе

## Архитектура
Кампанила (колокольня) была воздвигнута Антонио Гамбелло и Лоренцо ди Джан Франческо между 1451 и 1464 годами. Реставрационные работы осуществлялись в 1903, 1905 и 1982 годах. Ныне колокольня достигает высоты 46 метров и оборудована электромеханическими колоколами.
Люнет и фриз входного портала оформлен рельефами с традиционной символикой францисканцев: терновник, цветы и фрукты, окружённые животными. Внутри люнета помещён барельеф с изображением святых Франциска и Иова, получающими славу на небесах. На вершине и по сторонам арки размещены статуи трёх выдающихся святых францисканского ордена: Бернардина Сиенского, Людовика Тулузского (в Венеции его называют святым Альвизе) и Антония Падуанского.
Интерьер имеет один неф, он асимметричен: левая стена заполнена капеллами, а правая сторона представляет собой линейную последовательность четырёх алтарей. Это связано с тем, что с правой стороны церковь примыкала к ранее существовавшему монастырю. Триумфальная арка перед пресвитерием фланкирована статуями Архангела Гавриила и Богоматери Благовещения. Всё сооружение увенчано полукуполом с круглыми рельефными медальонами с образами четырёх евангелистов из цветной майолики, работа приписывается Пьетро Ломбардо.
В сакристии хранится картина работы Андреа Превитали «Мадонна с Младенцем, святыми Иоанном Крестителем и Екатериной Александрийской», написанная в 1504 году.
В церкви находятся надгробия Рене де Войер де Полми д’Аргензона, французского посла в Венеции, выполненная скульпторами из Франции Клодом Перро и Томасом Бланше. Алтарные картины представляют собой произведения Антонио Виварини, Пьетро Ломбардо, Луки делла Роббиа, Марко Базаити, Париса Бордоне, а также «Поклонение пастухов» Джироламо Савольдо.

## Галерея
- Вид на церковь Сан-Джоббе с Моста трёх арок
- Колокольня
- Ораторий Святого Иова
- П. Ломбардо. Люнет портала главного фасада церкви. Между 1490 и 1500
- Кьостро (клуатр) монастыря
- Статуя Святого Иова
- Свод пресбитерия. Майолика
- Дж. Савольдо. Поклонение пастухов. Ок. 1540. Холст, масло.
- A. Превитали. Мистическое обручение Святой Екатерины Александрийской. Ок. 1505. Дерево, масло